# 요프 주테멜크
헨드릭 헤라르뒤스 요섭 "요프" 주테멜크(네덜란드어: Hendrik Gerardus Joseph "Joop" Zoetemelk, 1946년 12월 3일~)는 네덜란드의 은퇴한 사이클 선수이다. 1968년 하계 올림픽에서 도로독주 단체전 금메달을 획득했으며, 이후 프로로 전향하여 활동했다. 프로 선수로 활약하면서 1980년 투르 드 프랑스와 1979년 부엘타 아 에스파냐 종합 우승을 차지했으며, 특히 투르 드 프랑스를 16회 완주한 기록을 남겼다.